# Al-Juarismi
Abu Abdallah Muḥammad Ibn Mūsā Al-Jwarizmī (Abu Yāffar) (en árabe: أبو عبد الله محمد بن موسى الخوارزمي ابو جعفر; en persa: ابوعبدالله محمد بن موسی جوارزمی (ابو یعفر); Corasmia, circa 780-Bagdad, circa 850), conocido generalmente como Al-Juarismi, y latinizado antiguamente como Algorithmi, fue un matemático, astrónomo y geógrafo persa.
Fue astrónomo y jefe de la Biblioteca de la Casa de la Sabiduría de Bagdad, alrededor de 820.
Es considerado como uno de los grandes matemáticos de la historia.
Su obra, Compendio de cálculo por reintegración y comparación, presentó la primera solución sistemática de ecuaciones lineales y cuadráticas. Uno de sus principales logros en el campo del álgebra fue su demostración de cómo resolver ecuaciones cuadráticas con el método de completación de cuadrados, justificándolo geométricamente.
También trabajó en el campo de la trigonometría, produciendo tablas de seno y coseno, y la primera sobre tangentes.
Su importancia radica en que fue el primero en tratar al álgebra como una disciplina independiente e introdujo los métodos de «reducción» y «equilibrio», siendo descrito como el padre y fundador del álgebra. De hecho su nombre latinizado dio nombre a varios términos matemáticos como algoritmo y algoritmia (la disciplina que desarrolla los algoritmos),
así como los términos «guarismo»
y el portugués «algarismo», que significa dígito,
al igual que guarismo.
También destacó como geógrafo y astrónomo, revisando la obra de Ptolomeo, Geografía, y logrando enumerar longitudes y latitudes de varias ciudades y localidades. También escribió varias obras sobre el astrolabio, el reloj solar, el calendario, y produjo varias tablas astronómicas.
Su legado continuó cuando en el siglo XII las traducciones latinas de su obra Algoritmi de número indorum ayudó a popularizar los números arábigos en Occidente, junto con el trabajo del matemático italiano Fibonacci, logrando que se reemplazara el sistema de numeración romano por el arábigo, que dio origen a la numeración actual.
Adicionalmente su obra magna se usó como principal tratado de matemáticas, traducido por Robert de Chester en 1145, en las universidades europeas hasta el siglo XVI.

## Biografía
Se conoce poco de su biografía, a tal punto que existen discusiones no saldadas sobre su lugar de nacimiento. Algunos sostienen que nació en jiva. Otros, siguiendo el artículo de Gerald Toomer
(a su vez, basado en escritos del historiador Al-Tabari) sostienen que nació en la ciudad Corasmia de Jiva (en el actual Uzbekistán). Rashed
halla que se trata de un error de interpretación de Toomer, debido a un error de transcripción (la falta de la conectiva wa) en una copia del manuscrito de Al-Tabari. No será este el último desacuerdo entre historiadores que encontraremos en las descripciones de la vida y las obras de Al-Juarismi. Estudió y trabajó en Bagdad en la primera mitad del siglo IX, en la corte del califa Al-Mamun. Para muchos, fue el más grande de los matemáticos de su época.
Debemos a su nombre y al de su obra principal, Hisāb al-ŷabr wa'l muqābala (حساب الجبر و المقابلة) nuestras palabras álgebra, guarismo y algoritmo. De hecho, es considerado como el padre del álgebra y como el introductor de nuestro sistema de numeración denominado arábigo.
Hacia 815, Al-Mamun ―séptimo califa abásida, hijo de Harún al-Rashid― fundó en su capital, Bagdad, la Casa de la sabiduría (Bayt al-Hikma), una institución de investigación y traducción que algunos han comparado con la Biblioteca de Alejandría. En ella se tradujeron al árabe obras científicas y filosóficas griegas e hindúes. Contaba también con observatorios astronómicos. En este ambiente científico y multicultural se educó y trabajó Al-Juarismi junto con otros científicos como los hermanos Banu Musa, Al-Kindi y el famoso traductor Hunayn ibn Ishaq. Dos de sus obras, sus tratados de álgebra y astronomía, están dedicadas al propio califa, quien le había encargado la composición.

## Obra

### Álgebra

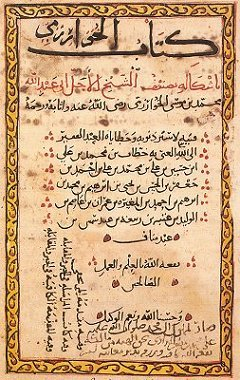
Fragmento de la obra.

#### Compendio de cálculo por reintegración y comparación
En su tratado de álgebra Hisāb al-ŷabr wa'l muqābala (حساب الجبر و المقابلة, ‘compendio de cálculo por compleción y comparación’), obra eminentemente didáctica, se pretende enseñar un álgebra aplicada a la resolución de problemas de la vida cotidiana del imperio islámico de entonces. La traducción de Friedrich Rosen de las palabras de Al-Juarismi describiendo los fines de su libro dan cuenta de que el sabio pretendía enseñar:

... aquello que es fácil y más útil en aritmética, tal que los hombres lo requieren constantemente en casos de herencia, legados, particiones, juicios, y comercio, y en todos sus tratos con los demás, o cuando se trata de la mensura de tierras, la excavación de canales, cálculos geométricos, y otros objetos de varias clases y tipos.

Traducido al latín por Gerardo de Cremona en Toledo (España), se utilizó en las universidades europeas como libro de texto hasta el siglo XVI, siendo este el primer tratado conocido en el que se hace un estudio exhaustivo sobre la resolución de ecuaciones.
Luego de presentar los números naturales, Al-Juarismi aborda la cuestión principal en la primera parte del libro: la solución de ecuaciones. Sus ecuaciones son lineales o cuadráticas y están compuestas de «unidades», «raíces» y «cuadrados»; para él, por ejemplo, una unidad era un número, una raíz era {\displaystyle x}
y un cuadrado {\displaystyle x^{2}}. Aunque en los ejemplos que siguen usaremos la notación algebraica corriente en nuestros días para ayudar al lector a entender las nociones, es de destacar que Al-Juarismi no empleaba símbolos de ninguna clase, sino solo palabras.
Primero reduce una ecuación a alguna de seis formas normales:
1. Cuadrados iguales a radicales.
2. Cuadrados iguales a números.
3. Raíces iguales a números.
4. Cuadrados y raíces iguales a números, por ejemplo {\displaystyle x^{2}+10x=39}
5. Cuadrados y números iguales a raíces, por ejemplo {\displaystyle x^{2}+21=10x}
6. Raíces y números iguales a cuadrados, por ejemplo {\displaystyle 3x+4=x^{2}}

La reducción se lleva a cabo utilizando las operaciones de al-ŷabr (‘compleción’, el proceso de eliminar términos negativos de la ecuación) y al-muqabala (‘equilibrio’, el proceso de reducir los términos positivos de la misma potencia cuando suceden de ambos lados de la ecuación). Luego, Al-Juarismi muestra cómo resolver los seis tipos de ecuaciones, usando métodos de solución algebraicos y geométricos. Por ejemplo, para resolver la ecuación {\displaystyle x^{2}+10x=39}, escribe:

... un cuadrado y diez raíces son iguales a 39 unidades. Entonces, la pregunta en este tipo de ecuación es aproximadamente así: cuál es el cuadrado que, combinado con diez de sus raíces, dará una suma total de 39. La manera de resolver este tipo de ecuación es tomar la mitad de las raíces mencionadas. Ahora, las raíces en el problema que tenemos ante nosotros son diez. Por lo tanto, tomamos 5 que multiplicadas por sí mismas dan 25, una cantidad que agregarás a 39 dando 64. Habiendo extraído la raíz cuadrada de esto, que es 8, sustraemos de allí la mitad de las raíces, 5, resultando 3. Por lo tanto el número tres representa una raíz de este cuadrado.
Álgebra

Sigue la prueba geométrica por compleción del cuadrado, que no expondremos aquí. Señalaremos sin embargo que las pruebas geométricas que usa Al-Juarismi son objeto de controversia entre los expertos. La cuestión, que permanece sin respuesta, es si estaba familiarizado con el trabajo de Euclides. Debe recordarse, en la juventud de Al-Juarismi y durante el reinado de Harun al-Rashid, Al-Hajjaj había traducido los Elementos al árabe, y era uno de los compañeros de Al-Juarismi en la Casa de la Sabiduría. Esto avalaría la posición de Toomer.
Rashed comenta que «el tratamiento [de Al-Juarismi] fue probablemente inspirado en el reciente conocimiento de Los elementos».
En cambio Gandz sostiene que los Elementos le eran completamente desconocidos.
Aunque es inseguro que haya efectivamente conocido la obra euclidiana, es posible afirmar que fue influido por otras obras de geometría; véase el tratamiento de Parshall sobre las similitudes metodológicas con el texto hebreo Mishnat ha Middot, de mediados del siglo II.

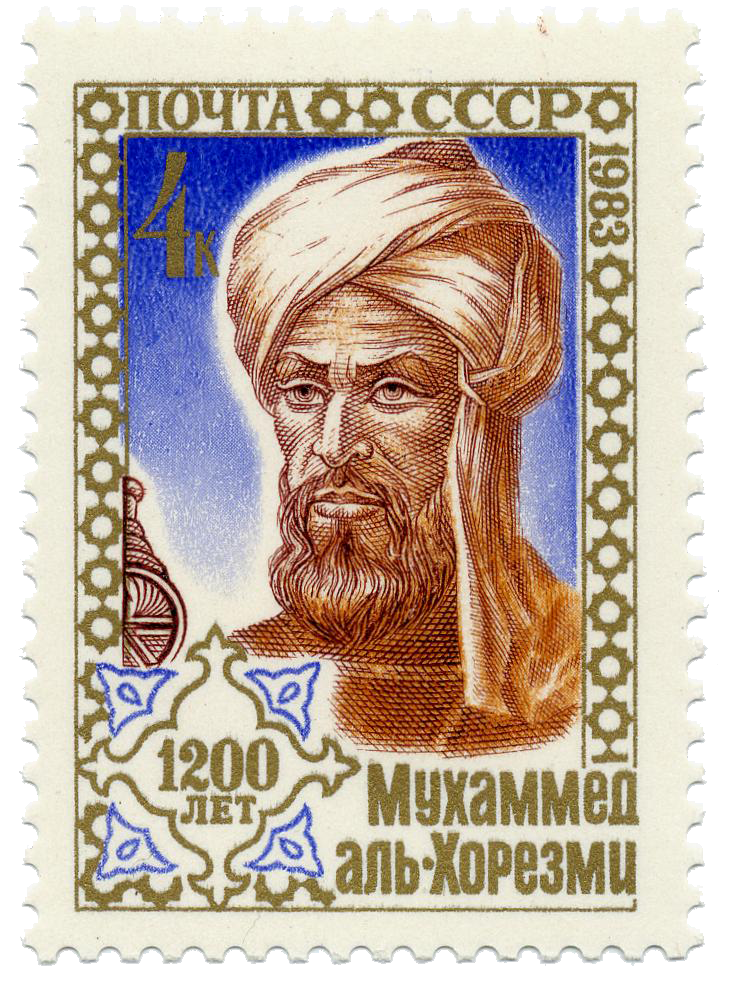
Sello conmemorativo (de 1983) de la Unión Soviética en homenaje a Al-Juarismi.

Continúa el Hisab al-ŷabr wa'l-muqabala examinando cómo las leyes de la aritmética se extienden a sus objetos algebraicos. Por ejemplo, muestra cómo multiplicar expresiones como {\displaystyle (a+bx)(c+dx)}. Rashed (op. cit.) encuentra sus formas de resolución extremadamente originales, pero Crossley las considera menos significativas.
Gandz considera que la paternidad del álgebra es mucho más atribuible a Al-Juarismi que a Diofanto.
La parte siguiente consiste en aplicaciones y ejemplos. Describe reglas para hallar el área de figuras geométricas como el círculo, y el volumen de sólidos como la esfera, el cono y la pirámide. Esta sección, ciertamente, tiene mucha mayor afinidad con los textos hebreos e indios que con cualquier obra griega. La parte final del libro se ocupa de las complejas reglas islámicas de herencia, pero requiere poco del álgebra que expuso anteriormente, más allá de la resolución de ecuaciones lineales.

### Aritmética
No se conserva el tratado original en árabe pero sí cuatro traducciones al latín que sirven como fuente.
De su aritmética, denominada originalmente con cierta seguridad Kitab al-Ŷamaa wa al-Tafriq bi Hisab al-Hind (كتاب الجامع و التفريق بحساب الهند), Libro de la suma y de la resta, según el cálculo indio, se conserva la versión latina del siglo XII, Algoritmi de número indorum y otra titulada Líber algoarismi traducido por Juan Hispalense, perteneciente a la Escuela Toledana de Traducción, en 1133.
Desafortunadamente, se sabe que la obra se aparta bastante del texto original.
En esta obra se describen con detalle los números indoarábigos, el sistema indio de numeración posicional en base 10 y métodos para hacer cálculos con él. Se sabe que había un método para encontrar raíces cuadradas en la versión árabe, pero no aparece en la versión latina. Posiblemente fue el primero en utilizar el cero como indicador posicional. Fue esencial para la introducción de este sistema de numeración en el mundo árabe, Al-Ándalus y posteriormente en Europa. André Allard discute algunos tratados en latín del siglo XII basados en esta obra perdida.
Como parte de la ola de ciencia árabe del siglo XII que fluyó hacia Europa a través de las traducciones, estos textos demostraron ser revolucionarios en Europa.
El nombre latinizado de Al-Khwarizmi, algorismus, se convirtió en el nombre del método utilizado para los cálculos y sobrevive en el término moderno «algoritmo». Reemplazó gradualmente los métodos anteriores basados en el ábaco utilizados en Europa.
Han sobrevivido cuatro textos latinos que proporcionan adaptaciones de los métodos de Al-Khwarizmi, aunque se cree que ninguno de ellos es una traducción literal:
- Dixit Algorizmi (publicado en 1857 con el título Algoritmi de número indorum[31])[32]
- Liber alchoarismi de practica arismetice
- Liber ysagogarum alchorismi
- Liber pulveris

Dixit Algorizmi (‘así dijo Al-Juarismi’) es la frase inicial de un manuscrito de la biblioteca de la Universidad de Cambridge, a la que generalmente se hace referencia por su título de 1857 Algoritmi de Numero Indorum. Se atribuye al Adelardo de Bath, que también había traducido las tablas astronómicas en 1126. Es quizás el más cercano a los propios escritos de Al-Khwarizmi.
El trabajo de Al-Khwarizmi sobre aritmética fue responsable de introducir los números arábigos, basados en el sistema de numeración hindú-árabe desarrollado en las matemáticas indias, en el mundo occidental. El término «algoritmo» se deriva del algoritmo, la técnica desarrollada por Al-Khwarizmi para realizar aritmética con los números indoarábigos. Tanto el «algoritmo» como el «algorismo» se derivan de las formas latinizadas del nombre de Al-Juarismi, Algoritmi y Algorismi, respectivamente.

### Astronomía
De su tratado sobre astronomía, Sindhind zij, también se han perdido las dos versiones que escribió en árabe. Esta obra
se basa en trabajos astronómicos indios «a diferencia de manuales islámicos de astronomía posteriores, que utilizaron los modelos planetarios griegos del Almagesto de Ptolomeo».
El texto indio en que se basa el tratado es uno de los obsequiados a la corte de Bagdad alrededor de 770 por una misión diplomática de la India. En el siglo X Al-Maŷriti realizó una revisión crítica de la versión más corta, que fue traducida al latín por Adelardo de Bath; existe también una traducción latina de la versión más larga, y ambas traducciones han llegado hasta nuestro tiempo. Los temas principales cubiertos en la obra son los calendarios; el cálculo de las posiciones verdaderas del Sol, la Luna y los planetas; tablas de senos y tangentes; astronomía esférica; tablas astrológicas; cálculos de paralajes y eclipses; y visibilidad de la Luna. Rozenfel'd analiza un manuscrito relacionado sobre trigonometría esférica,
atribuido a Al-Juarismi.

### Geografía

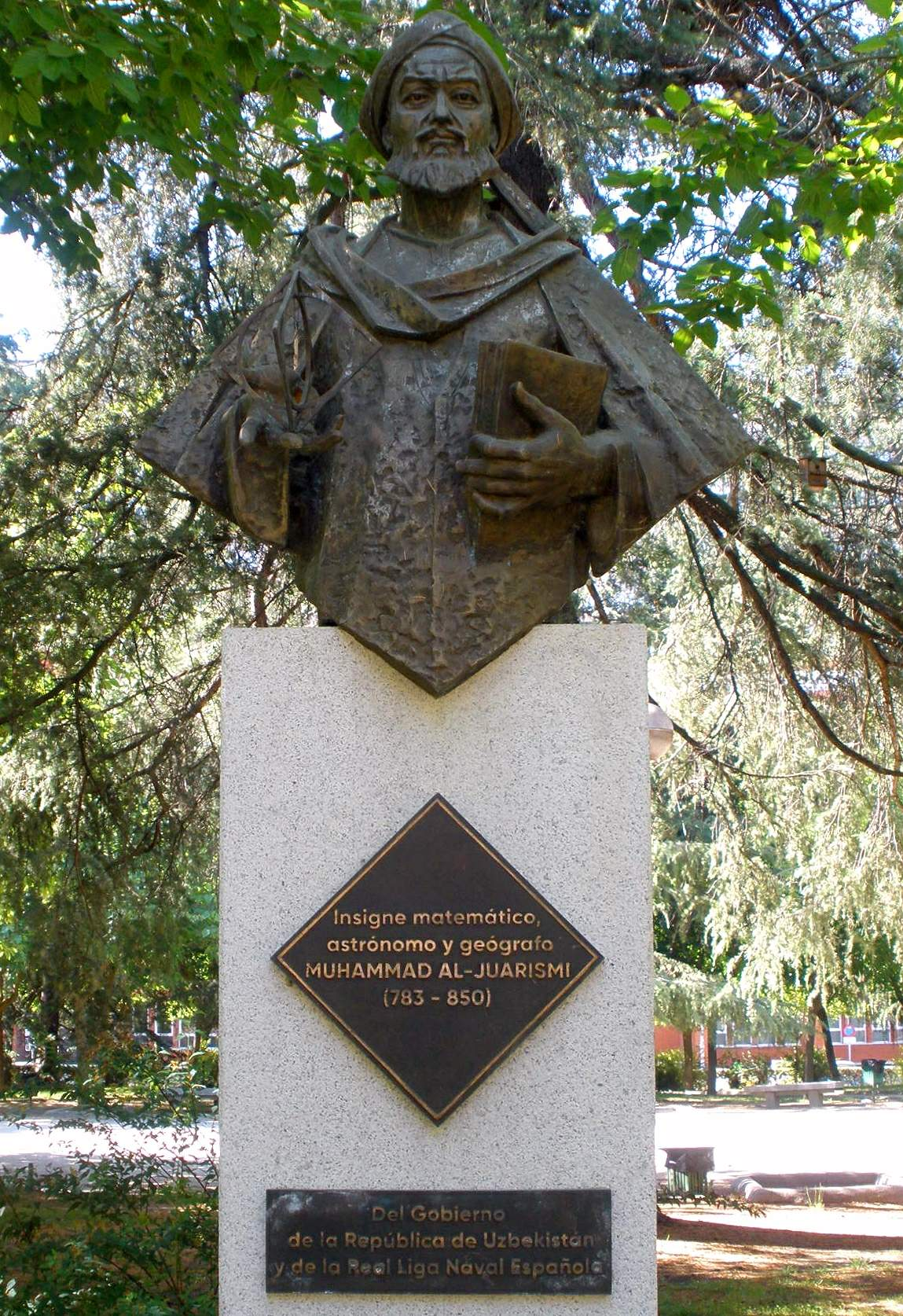
Monumento a Al-Juarismi en la Ciudad Universitaria de Madrid

En el ámbito de la geografía, en una obra llamada Kitab Surat al-Ard (en árabe: كتاب صورةلأرض,Libro de la apariencia de la Tierra o de la imagen de la Tierra), escrito en el año 833, revisó y corrigió los trabajos anteriores de Ptolomeo con respecto a África y el Oriente. Lista latitudes y longitudes de 2402 lugares, y emplazó ciudades, montañas, mares, islas, regiones geográficas y ríos, como base para un mapa del mundo conocido entonces. Incluye mapas que, en conjunto, son más precisos que los de Ptolomeo. Está claro que donde hubo mayor conocimiento local disponible para Al-Juarismi, como las regiones del islamismo, África y el Lejano Oriente, el trabajo es mucho más exacto que el de Ptolomeo, pero parece haber usado los datos de este para Europa. Se dice que, en estos mapas, trabajaron a sus órdenes setenta geógrafos.
Solo existe una única copia sobreviviente del Kitab Surat-al-Ard, guardada en la Biblioteca de la Universidad de Estrasburgo. En la Biblioteca Nacional de España de Madrid se conserva una copia traducida al latín.
Aunque ni la copia en árabe ni la traducción al latín incluyen el mapa del mundo, Hubert Daunicht pudo reconstruir un mapamundi usando su lista de coordenadas.
Al-Juarismi corrigió la sobreestimación que había hecho Ptolomeo sobre la superficie del Mar Mediterráneo
(desde las Islas Canarias a las costas del este del Mediterráneo); Ptolomeo hizo una estimación que el mar Mediterráneo tenía 63 grados de longitud, mientras que él hizo la estimación más correcta que el mar tenía unos 50 grados de longitud.
También contrarió a Ptolomeo diciendo que el océano Atlántico y el océano Índico eran dos cuerpos abiertos de agua, no mares.
Al-Khwarizmi también estableció el meridiano de Greenwich del Viejo Mundo en la orilla oriental del Mediterráneo, 10-13 grados al este de Alejandría (Ptolomeo había situado el meridiano 70 grados al oeste de Bagdad). La mayoría de los geógrafos musulmanes de la edad medieval continuaron usando el meridiano de Greenwich de Al-Khwarizmi.
La mayoría de los topónimos usados por Al-Khwarizmi coinciden con los de Ptolomeo, los de Enrique Martelo (1440-1496) y los de Behaim. La forma general de la costa es la misma entre Taprobane y Kattigara. La costa atlántica de la cola del Dragón, que no existe en el mapa de Ptolomeo, se traza en muy pocos detalles en el mapa de Al-Khwarizmi, pero es clara y más precisa que la del mapa de Martelo y la versión de Behaim.

### Otras obras
El Kitāb al-Fihrist de Ibn al-Nadim, un índice de libros árabes, menciona el Kitāb al-Taʾrīkh de Al-Juarismi (en árabe: كتاب التأريخ), un libro de anales. No sobrevive ningún manuscrito directo; sin embargo, una copia había llegado a Nusaybin en el siglo XI, donde la encontró su obispo metropolitano, Mar Elyas bar Shinaya. La crónica de Elías lo cita desde "la muerte del Profeta" hasta el año 169 AH, momento en el que el texto de Elías se encuentra en una laguna.
Varios manuscritos árabes en Berlín, Estambul, Taskent, El Cairo y París contienen más material que seguramente o con cierta probabilidad proviene de Al-Juarismi. El manuscrito de Estambul contiene un artículo sobre relojes de sol; se atribuye al Kitāb ar-Rukhāma (en árabe: كتاب الرخامة) de Al-Juarismi. Otros trabajos, como uno sobre la determinación de la dirección de La Meca, tratan sobre la astronomía esférica.
Dos textos merecen un interés especial sobre el ancho de la mañana (Ma'rifat sa'at al-mashriq fī kull balad) y la determinación del acimut desde una altura (Ma'rifat al-samt min qibal al-irtifā ').
Su obra conocida se completa con una serie de obras menores sobre temas como el astrolabio (sobre el que escribió dos textos), el reloj solar y el calendario judío. También escribió una historia política conteniendo horóscopos astrológicos de personajes prominentes.

## Homenajes
En Jiva (Uzbekistán) lugar frecuentemente aceptado como de su probable nacimiento, existe una estatua en su honor. La imagen muestra a Juarismi sentado sobre un banco, en posición de razonamiento, ya que la imagen mira hacia el suelo, como si estuviese calculando o leyendo. Otra imagen del sabio, esta vez de pie y con los brazos extendidos, fue ubicada en la ciudad uzbeka de Urgench.
En Latinoamérica, el libro Álgebra de Baldor utiliza la imagen de Al-Juarismi en su portada. Debido a las décadas de popularidad del libro se ha producido un imaginario popular en el que la imagen de Al-Juarismi pertenecería al autor Aurelio Baldor.
El 6 de septiembre de 1983, el gobierno soviético lanzó una serie postal de un sello conmemorativo con el rostro del sabio persa, con la inscripción «1200 años» en referencia a los 1200 años de su probable nacimiento. En 2012 el gobierno uzbeko también lanzó un sello postal conmemorativo de Juarismi, inspirado en la estatua del sabio que actualmente está en Jiva.

### Eponimia
- El cráter lunar Al-Khwarizmi lleva este nombre en su memoria.[42]
- El asteroide (13498) Al Chwarizmi también conmemora su nombre.[43]